# 真賀田四季
真賀田 四季（まがた しき、英: MAGATA Shiki）は、森博嗣の推理小説シリーズに登場する架空の人物。この項目では便宜上、彼女を主役とするシリーズ『四季』についても記述する。

## 人物
「人類のうちで最も神に近い」と言われる天才プログラマー。『すべてがFになる』の1994年7月時点で29歳。情報工学、特に仮想現実、人工知能の領域で研究実績がある他、多様な分野の話題について有益な意見を出せる知能をもつ。
超記憶の能力があり、自身の体験をまったく劣化させずに記憶に留めて置く事ができる。また、その驚異的な頭脳を用いて複数の人格を有する多重人格者でもある。作中においては「彼女と会話をすれば1分で彼女の人格がいかに超越したものであるかを知ることができる」とされる。彼女にとっては殺人すらタブーではない。
5歳の頃に自身の特異性を認識して以来、数多くの偉業を達成する。この時点ですでに彼女にとって「知識のインプット」は完了している。プリンストン大学にて修士号を、マサチューセッツ工科大学にて博士号（Ph.D.）を取得。論文など、文字を書き相手に伝達することは無駄だという彼女にとって、数々の肩書きなどは彼女の才能がたまたま客観的にアウトプットされてしまった部分についての評価でしかない。
14歳の時に、「自由へのイニシエーション」のため両親を殺害。裁判にかけられるが、心神喪失状態と判断され、無罪となるがこれも彼女の予測の範囲内であり、事件以後15年間、研究所のある妃真加島に閉じこもって表に姿を現さず、自分の存在を完結させるための準備を着々と進めていた。しかし、彼女ですら予想できなかったとある不測の事態により計画を大幅に変更せざるを得なくなり、西之園萌絵と犀川創平が妃真加島を訪れたタイミングを利用し研究所から脱出。その後も様々な場面で二人と関わることになる。
人類を超越した彼女の人格、能力故に彼女の頭脳を狙う政府や巨大企業は多く、また、組織などからの強力なバックアップがあると言われている。それは当然に、彼女の頭脳がもたらす利益が目的であり、四季自身もそれらの企業や組織を様々な形で利用するのが目的である。
『S&Mシリーズ』の第1作『すべてがFになる The Perfect Insider』に登場以後、『有限と微小のパン The Perfect Outsider』（『S&Mシリーズ』の第10作）、『赤緑黒白 Red Green Black and White』（『Vシリーズ』の第10作）、『Gシリーズ』など犯罪の向こうに見え隠れし、「S&Mシリーズ」「Vシリーズ」だけにとどまらず、「百年シリーズ」など、森博嗣の著している作品にとって極めて重要な人物である。

## 『四季』シリーズ
『四季』シリーズ（Shiki series）は、刊行順において第3のシリーズとなる。
シリーズ名は、最初のシリーズである『S&Mシリーズ』に登場する真賀田四季の名前からとられた。英題では The Four Seasons であり、以下の4章から成る。
- 『四季 春 The Four Seasons Green Spring』
- 『四季 夏 The Four Seasons Red Summer』
- 『四季 秋 The Four Seasons White Autumn』
- 『四季 冬 The Four Seasons Black Winter』

4作を1冊にまとめた『四季 The Four Seasons』も刊行されている。4作の英題は、それぞれ「青春」「朱夏」「白秋」「玄冬」を意味している（「玄冬」の「玄」は黒を意味する。四神である、青龍、朱雀、白虎、玄武と同様、五行説からきている）。
『四季』シリーズには、2つの意義があるとされる。
一つは、『S&Mシリーズ』（全10冊）と『Vシリーズ』（全10冊）のつながりが明かされることである。つまり、両シリーズの登場人物の人間関係が明らかにされる。
もう一つは、『S&Mシリーズ』の第1作『すべてがFになる The Perfect Insider』及び第10作（最終作）『有限と微小のパン The Perfect Outsider』に登場する真賀田四季の物語である。例えば『四季 春』には、真賀田四季の子供時代が描かれている。
また、真賀田四季は、『Vシリーズ』第10作（最終作）『赤緑黒白 Red Green Black and White』の最後にも登場し、『四季』シリーズへのつながりを暗示している。そもそも『Vシリーズ』最終作のタイトルである『赤緑黒白 Red Green Black and White』自体が、夏春冬秋（赤緑黒白）と順番は違うものの「四季（の色）」を示している。
なお著者自身によれば、シリーズと銘打たれてはいるが4章立てだった作品をたまたま分冊して発行しただけで、厳密にはシリーズではないとのことである。

### 登場人物
其志雄（きしお）
生まれたときから病院で暮らしている。趣味は絵を描くことだがいつも完成を放棄している。四季と普通に会話できる数少ない人物。
新藤清二（しんどう せいじ）
真賀田左千朗の弟。新藤家の婿養子となり二代目院長となった。アウトドア派で線が細い。
新藤裕見子（しんどう ゆみこ）
清二の妻。病院の看護婦長でもある。父親は病院の初代院長。
真賀田左千朗（まがた さちろう）
四季の父。四季の才能に気づき自分の書斎を彼女に貸し与える。工学博士。
真賀田美千代（まがた みちよ）
四季の母で左千朗の妻。四季の身の回りのアシスタントをする森川のことを次第に疎ましく思うようになる。言語学の教授。
森川須磨（もりかわ すま）
もともとは大学院の工学部修了生だったが、まだ小さい四季の身体的補助のために抜擢される。今では四季のマネージャだと周囲には認知されている。野心家で計算高い。
佐織宗尊（さおり むねたか）
日本メタナチュラル協会 (Meta-Natural Institute) の会長。左千朗の先輩で少々奇人だが頭は切れる。四季のことを崇拝しているようだが、四季からはそれは演技だと見抜かれる。
各務亜樹良（かがみ あきら）
四季の才能に投資するある組織のコンサルタントをしている。資金提供をする組織の力を背景にして四季に近づく。
椙田泰男（すぎた やすお）
美術鑑定人。四季が妃真加島で残したメッセージに気づき、調査を開始する。
久慈昌山（くじ まさやま）
四季も一目置くバイオテクノロジィの科学者。四季からある依頼を受ける。
パティ（ぱてぃ）
４作目で四季の身の回りの世話をしている。
その他、S&Mシリーズ、Vシリーズの人物が多数登場する。

### 他シリーズとの時間関係
森博嗣の4つのシリーズ『S&M』『V』『四季』『G』では、『V』『S&M』『G』の順にほぼ直線的にシリーズ内の時間が流れているのに対して、『四季』シリーズは、真賀田四季を中心にした（真賀田四季の主観及び彼女をめぐって行動する『S&M』『V』の登場人物たち）ストーリー展開となっている。つまり、『四季』シリーズは、『V』『S&M』『G』といったストーリーを本流とすると、サイド・ストーリーの位置づけとなる。

## キャスト
声優
- こおろぎさとみ - 2002年PlayStation用ゲーム版
- 木戸衣吹 - 2015年テレビアニメ版

俳優
- 早見あかり - 2014年テレビドラマ版

## 関連人物
- 瀬在丸 紅子（せざいまる べにこ）
- 西之園 萌絵（にしのその もえ）
- 犀川 創平（さいかわ そうへい）
- サエバ・ミチル（さえば みちる）

## その他
- 真賀田研究所がある妃真加島は三河湾にある日間賀島がモデルである。
- なお、彼女のモデルとなったのは名古屋大学の漫画研究会で当時、部長だった同級生の女性との事。本人曰く「絶対的強圧的存在」。